# پائولو پورتوگزی

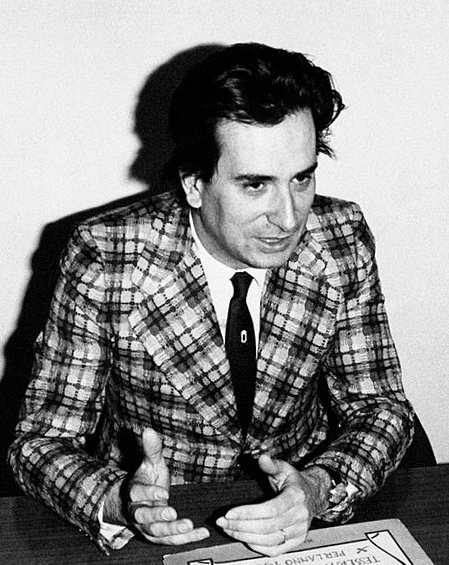
پائولو پورتوگزی در سال ۱۹۷۰ میلادی

پائولو پورتوگزی (به ایتالیایی: Paolo Portoghesi)؛ (زادهٔ ۲ نوامبر ۱۹۳۱ میلادی – درگذشتهٔ ۳۰ مه ۲۰۲۳ میلادی) معمار، مورخ و نظریه‌پرداز ایتالیایی و استاد دانشگاه ساپینزای رم است. او رئیس پیشین بخش معماری دوسالانهٔ ونیز (۱۹۷۹–۱۹۹۲ میلادی)، سردبیر مجله کونتروسپازیو (برابرفضا) (۱۹۶۹–۸۳ میلادی) و رئیس دانشکدهٔ معماریِ دانشگاه پلی تکنیک میلان (۱۹۶۸–۱۹۷۸ میلادی) بوده است.

## تحصیلات
او تحصیلات خود را در دانشگاه ساپینزای رم دنبال کرد. ابتدا در رشتهٔ معماری در سال ۱۹۵۷ میلادی فارغ‌التحصیل شد و سپس در سال ۱۹۶۱ میلادی شروع به تدریس تاریخ نقد در همان دانشکده کرد.

## فعالیت کاری
او با همکاری ویتوریو جیلیوتی در سال ۱۹۶۴ میلادی دفتر شخصی خودش را در رم تأسیس کرد. در دانشگاه به خصوص در حوزهٔ معماری کلاسیک و باروک با تمرکز بر فرانچسکو بورومینی و میکل آنژ کار می‌کرد. علاقهٔ او به معماری معاصر به خصوص با علاقه همکارش، یعنی برونو زوی هم‌راستا بود و بیشتر به سمت تکریم شکل ارگانیک مدرنیسم و آثار معمارانی چون فرانک لوید رایت و ویکتور اورتا کشش داشت. رویکرد او را در مجموعهٔ آثار و نظریاتش به روشنی می‌توان شاهد بود.
در سال ۱۹۸۰ میلادی برای نخستین بار بخش معماری در دوسالانهٔ ونیز در در نظر گرفته شد که او مدیر این بخش شد. عنوان این نمایشگاه «حضور گذشته» بود که کاتالوگ اصلی آن نیز توسط پورتوگزی نوشته شد.
از مهم‌ترین آثار او می‌توان به مسجد رم (۱۹۷۴) اشاره کرد.